# Sari Lop
Sari Lop es un cultivar de higuera Ficus carica del tipo Smyrna unífera, de higos color amarillo suave, muy cultivado en Turquía, y de un tiempo a esta parte en California e Israel. Se cultiva principalmente en el interior de Turquía, y últimamente se está intentando su adaptación a la costa oeste de Turquía, con vista a ampliar el periodo de tiempo de cosecha de los higos frescos.

## Sinonimia
- „Calimyrna“ en California,
- „Sarilop İnciri“,
- „Sarilop fig“,
- „Yellow Lop“,[4]

## Características
'Sari Lop' (en California conocidos como 'Calimyrna') son higos del tipo Smyrna unífera. La foliación de la higuera se produce en marzo del 25 a 26. Es necesaria su caprificación (utilizar polen de higuera macho cabrahigo) para poder cuajar los higos.
Los higos Sari Lop tienen forma de ovalada alargada, de piel color amarillo suave. Son densos, firmes y flexibles.
El receptáculo es delgado, de color verde pálido, la pulpa es carnosa, color ambarino rosado con muchas semillas finas y beige.
Debido al ostiolo de un gran tamaño de abertura, es muy sensible al tiempo de lluvia que puede producir su rotura.
Al paladar tiene un sabor de dulce a muy dulce.
Los higos con un diámetro generalmente mayor o igual a 40 milímetros se cosechan del 20 de julio a 25 de septiembre.
Esta variedad es de secado estándar y de buena calidad.
- Peso medio del fruto (g): 64-77-67.84
- Desplazamiento promedio de fruta (cm³): 64.00-70.00
- Índice de frutas: 0.85 longitud oval
- Longitud del cuello (mm): 2:00 a 3:00
- Abertura de Ostiolo (mm): 6:03 a 6:09
- Espesor de la placa (mm.): 1:17 a 1:34
- Espacio interior de fruta: ninguno
- Estado central: medio
- Ácido titulable (%): 0134-0138
- TSEM (%): 8:00 p. m. a las 11:00 p. m.[4]

## Cultivo
Turquía es el principal productor de higos del mundo con 260,508 toneladas en 2011, y más de dos tercios de su producción proviene de Sarilop (= Calimyrna), siendo la variedad cultivar principal tanto para el suministro de higo fresco como para el seco.
Desde 1986 se llevó a cabo un ensayo de adaptación para introducir la producción de higos en las zonas costeras de la parte occidental de Turquía y extender así el período de maduración y cosecha para los mercados nacionales y de exportación.
Para determinar el rendimiento de algunas variedades sobresalientes de higuera fresca, se establecieron parcelas de adaptación en 1985 y 1986 en los municipios de Bodrum, Fethiye y Dalaman (en dos localidades) en la provincia de Mugla, en el suroeste de Turquía. Desde 1990 hasta 1995, se determinaron el crecimiento vegetativo, las propiedades pomológicas de los frutos, el brote de los botones y los períodos de maduración. Se encontraron como las variedades con mayor rendimiento las de 'Bursa Black', 'Darpak', 'Beyaz Orak', 'Yesilgüz', 'Morgüz' y 'Pathcan'.
El higo 'Sari Lop' fue cultivado comercialmente en California desde 1886 y de un tiempo a esta parte en California esta variedad allí conocida como Calimyrna ha superado en producción al clásico 'Black Mission'. En Israel se ha incrementado de una manera considerable su cultivo con vistas a aprovechar cuota de mercado con respecto a la producción de Turquía.

## Usos
Los higos Sari Lop se exportan frescos sobre todo a Alemania y países de Centro de Europa, estando disponibles todo el año.
Turquía es el mayor productor mundial de higos. Los higos secos se exportan a todos los países del mundo bajo diversos tipos de preparados y diversas marcas exportadoras. Uno de sus principales mercados de estos preparados es China.